# توني كابالدي
توني كابالدي (بالإنجليزية: Tony Capaldi) هو لاعب كرة قدم بريطاني في مركز ظهير ‏، ولد في 12 أغسطس 1981 في بورشغرون في النرويج. شارك مع منتخب أيرلندا الشمالية تحت 19 سنة لكرة القدم ومنتخب أيرلندا الشمالية تحت 21 سنة لكرة القدم ومنتخب أيرلندا الشمالية لكرة القدم. أما مع النوادي، فقد لعب مع أكسفورد يونايتد وبرمنغهام سيتي وكارديف سيتي وليدز يونايتد ونادي بارويل ونادي بليموث أرجايل ونادي تاموورث ونادي موركامب ونادي هيرفورد.

## وصلات خارجية
- توني كابالدي على موقع قاعدة بيانات كرة القدم.إي يو (الإنجليزية)
- توني كابالدي على موقع ناشيونال فوتبول تيمز (الإنجليزية)
- توني كابالدي على موقع Soccerbase.com (لاعب) (الإنجليزية)